# Nepenthes appendiculata
Nepenthes appendiculata este o specie de plante carnivore din genul Nepenthes, familia Nepenthaceae, ordinul Caryophyllales, descrisă de Chi. C. Lee, Bourke, Rembold, W. Taylor și S.T. Yeo. Conform Catalogue of Life specia Nepenthes appendiculata nu are subspecii cunoscute.